# سازند نیریز
سازند نیریز از سازندهای زمین‌شناسی ایران در زاگرس با سن ژوراسیک پیشین (لیاس) است. این سازند به عنوان یکی از سازندهای گروه کازرون معرف سنگ‌های آواری خشکی‌زاد و رسوب‌های مرز میان خشکی‌زا – دریایی زمان لیاس در ناحیه فارس است. سازند نیریز، به دلیل ماهیت سنگ‌شناختی خاص و فرسایش‌پذیری، دارای فرسودگی عمیق در بین دو واحد سخت و صخره‌ساز سورمه (در بالا) و خانه‌کت (در زیر) بوده و بنابراین شناسایی آن آسان است. این سازند به صورت هم‌شیب بر روی سازند خانه‌کت و به صورت تدریجی بر روی سازند سورمه قرار می‌گیرد. برش نمونه این سازند در تنگ دانه قنبری در مرکز تاقدیس خانه‌کت قرار دارد و ضخامت آن در این محل ۲۹۰ متر است. هرچند این سازند بسیار کم‌فسیل است ولی فسیل‌های بسیار شاخص آن گویای سن ژوراسیک پیشین (لیاس) است.
سازند نیریز در ناحیه فارس، بیشتر شیلی و سیلتی است، در حالی که در کوه دنا و زردکوه به طور کامل کربناتی است. این سازند در محل بُرش الگو، حدود ۲۰۰ متر ضخامت دارد و شامل سه بخش جداگانه است. یک سوم بخش پایینی آن از دولومیت‌های نازک‌لایه خرد شده و شیل‌های متمایل به رنگ سبز، یک سوم بخش میانی از نوع دولومیت با رنگ هوازده قهوه‌ای و دولومیت‌های ماسه‌ای و سیلتی و یک سوم بالایی، سنگ‌آهک‌های نازک‌لایه رسی – شیلی است.
سازند نی‌ریز به همراه سازند دشتک، گروه کازرون را تشکیل می‌دهند.